# The Lonely Island
The Lonely Island (TLI) es un grupo de rap cómico estadounidense compuesto por Akiva Schaffer, Jorma Taccone y Andy Samberg, más conocido por sus parodias musicales. El grupo es de Berkeley, California, y actualmente [¿cuándo?] están en Nueva York. El grupo empezó creando obras de teatro de comedia en vivo en la escuela secundaria y continuó haciéndolo, ampliando su repertorio de cortometrajes cómicos, parodias musicales (tanto en las canciones y los vídeos), y un episodio piloto completo, antes de que los contratara Lorne Michaels de Saturday Night Live (SNL). Estando en la serie, escribieron "Lazy Sunday", un vídeo parodia musical, con una mejor producción que sus trabajos anteriores. Se convirtió en un éxito instantáneo en internet y dio lugar a la creación de cortos similares que también fueron presentados en Saturday Night Live. "Dick in a Box", "Jizz in My Pants", "Like a Boss" y el nominado al Grammy "I'm on a Boat" fueron otros de sus trabajos con un gran éxito y fueron precursores a la grabación y lanzamiento de su álbum, Incredibad.
En agosto de 2006, el grupo estrenó su primer largometraje, Hot Rod.
En 2010 sacaron un sencillo junto con Akon, I Just Had Sex, en cuyo video salían Jessica Alba y Blake Lively. Fue muy escuchado y lleva más de 300 millones visitas en YouTube (2021).
El 29 de enero de 2011 sacaron otro sencillo, The Creep, esta vez junto a Nicki Minaj.
En mayo de 2011 lanzaron su nuevo álbum, "Turtleneck and Chain". En dicho álbum participa la cantante Rihanna, con los temas "Shy Ronnie" y "Shy Ronnie 2".
El 21 de mayo de 2011, es presentada la canción 3-Way (The Golden Rule), junto a Justin Timberlake y Lady Gaga, como parte del SNL Digital Short en el programa Saturday Night Live.